# Жак II де Бурбон (граф де Ла Марш)
Жак II де Бурбон (фр. Jacques II de Bourbon; 1370 — 24 вересня 1438) — король-консорт Неаполітанського королівства у 1415—1435 роках, граф де Ла Марш. Був фактичним правителем королівства у 1415—1416 роках.

## Життєпис
Походив з роду Бурбон- де Ла Марш. Старший син Жана I, графа де Ла Марша, і Катерини де Вандом. Народився 1380 року. Здобув лицарську освіту, з ухилом до військової справи. 1393 року після смерті батька успадкував графство де Ла Марш. 1396 року брав участь у хрестовому поході проти Османської імперії, був учасником битви при Нікополі, де зміг врятуватися.
У 1400—1403 роках воював на боці Людовика Анжуйського за володіння Неаполітанським королівством. У 1403 році з військом прибув на допомогу вельському аристократу Овайну Гліндуру, що повстав проти Англії. З флотом Жак де Бурбон сплюндрував порт Плімут, але 1404 року потрапив у шторм, втративши 12 військових суден. 1406 року оженився з донькою короля Наварри. 1407 року підтримав партію бургіньйонів у боротьбі проти арманьяків.
1410 року за посередництва Жака де Бурбона між протиборчими партіями було встановлено перемир'я в Бікетрі. З 1411 року брав участь у бойових сутичках з арманьяками. 1412 року був учасником асамблеї в Осері, де обговорювалися умови досягнення миру в королівстві. 1414 року помирає дружина Жака де Бурбона.
1415 року барони Неапольського королівства влаштували його шлюб з королевою Джованною II. При цьому сподівалися, що Бурбон зможе подолати вплив Пандольфо Алопу, коханця королеви, та великого конетабля Муціо Сфорци. Джованна II і Пандольфелло зробили все можливе, щоб тримати Жака на віддалі від влади. У шлюбному контракті була вказано, що чоловік королеви не буде називатися неаполітанським королем, а лише князем Тарентським і герцогом Калабрійським.
Ці заходи, втім, не мали успіху, оскільки неаполітанські барони стали ставитися до Жака Бурбона як до короля. Під час одруження його було одягнено в королівські шати і наділено королівськими почестями. Незабаром Жак почав правити по-своєму. Ще в Беневенто він наказав заарештувати великого коннетабля королівства Сфорца і його сина Франческа, а у вересні 1415 року наказав посадити до в'язниці Пандольфелло, його брата і небожа, катувати їх і потім стратити. Всі придворні посади Жак Бурбон роздав своїм улюбленцям-французам, в фортецях ж розмістив французькі залоги. За дружиною він велів стежити як за полонянкою: вона не сміла виходити з палацу, і при ній оселився француз Жан Берленжье. До Джованни II не допускали рішуче нікого, король-консорт відхилив навіть прохання неаполітанського лицарства, які вимагали аудієнції у королеви. Все це сильно обурило неаполітанську аристократію, вимушену у всьому поступатися французам.
1416 року внаслідок повстання знаті Жак Бурбон мусив утекти з Кастелло-Нуово до Кастелло-д'Уово. Обидва замки були обложені прихильниками королеви, і між подружжям почалася війна. Кілька місяців результат боротьби залишався неясним, поки, нарешті, королева не звільнила Сфорца, повернувши йому звання великого коннетабля, і не дозволила всім вигнанцям повернутися до Неаполя. Жак мав укласти мир, за яким він зобов'язався скласти з себе королівський титул і вислати з держави всіх французів, за винятком 40 осіб. 1419 року повернувся до Франції.
1421 року у складі французького війська брав участь у боях проти англійців. 1424 року призначено генерал-лейтенантом (намісником) Лангедоку, але пішов з посади через кілька місяців. 1428 року Жака де Бурбона знову призначено на цю посаду.
1435 року склав з себе усі посади та титули, ставши ченцем францисканського монастиря в Безансоні. Помер 1438 року.

## Родина
1. Дружина — Беатриса, донька Карла III Евре, короля Наварри.
Діти:
- Ізабела (1408 — після 1445), черниця в Безансоні
- Марія (1410 — після 1445), черниця в Ам'єні
- Елеонора (1407 — після 1464), дружина Бернара д'Арманьяка, графа Пардіака

2. Дружина — Джованна II, королева Неаполю.
Дітей не було.
- 4 бастарди